# خواجه عسکر
خواجه عسکر،مرکز دهستان حومه و روستایی از توابع بخش مرکزی شهرستان بم در استان کرمان ایران است.

## جمعیت
این روستا در دهستان حومه قرار دارد و براساس سرشماری مرکز آمار ایران در سال ۱۳۹۵، جمعیت آن ۲،۰۴۲ نفر (۶۳۰ خانوار) بوده‌است.